# Gorges de la Nesque
Le Gole della Nesque sono una profonda incisione nel massiccio montuoso calcareo delle prealpi di Vaucluse (Provenza), fra i paesi di Monieux e Méthamis, prodotte dall'erosione del fiume Nesque.

## Descrizione
Le gole iniziano a sud di Monieux, a quota 615 m s.l.m. e terminano a quota 270 m, presso il borgo di Méthamis. Geologicamente fanno parte del gruppo montuoso dominato dal vicino Mont Ventoux. Percorrendo la strada dipartimentale 942 (RD 942), si può seguire l'incisione dall'alto, lungo il ciglio del canyon. Il tragitto è disseminato di piazzole di sosta con belvedere, di cui la più alta è a 734 m.
La lunghezza delle gole è di circa 25 km, mentre l'altezza delle pareti laterali raggiunge spesso i 200 m. Per costeggiare il fiume percorrendo il fondo della gola si può seguire un sentiero piuttosto lungo e particolarmente suggestivo. Queste gole realmente impressionanti, che rivaleggiano con le Gole del Verdon, sono state cantate dal poeta provenzale Frédéric Mistral (1830-1914), in onore del quale, nel 1966, è stata eretta una stele nella piazzola belvedere di Castelleras. Elemento di spicco è la "Roccia del Cirro" (Lou Rocas dou Cire, in provenzale). Qui si ritirò a dipingere il pittore Pierre Grivolas (1823-1906) nel 1895.

### Geologia
Il massiccio dei Monti di Valchiusa è formato da calcari dell'era secondaria, spesso permeabili. Ne deriva un ambiente carsico con numerosi fenomeni tipici, quali le grotte, le profonde incisioni o gole e il vasto reticolo fluviale sotterraneo che emerge in punti diversi a quote più basse, come le sorgenti della stessa Nesque o della Sorgue, celebri queste ultime con il nome di Fonte di Valchiusa, perché frequentate e cantate dal Petrarca: Chiare, fresche et dolci acque..
La strada carrabile che segue il ciglio dell'incisione della Nesque è percorsa spesso da turisti che possono ammirare la selvaggia bellezza delle gole e la maestosità delle pareti rocciose: una natura oggi protetta.

### Riserva della Biosfera
Infatti le gole della Nesque sono state incluse nella "Riserva della Biosfera" del Mont Ventoux che svetta nelle vicinanze.
La Riserva comprende sei "aree centrali" (core zones) fra le quali, appunto, le gole della Nesque, la cui biodiversità, dovuta soprattutto ai numerosi e variati microclimi, permette la vita e la riproduzione di molte specie animali protette, come il Falco pellegrino (Falco peregrinus), l'Aquila reale (Aquila chrysaetas) e la Salamandra pezzata (Salamandra salamandra).

### Natura 2000
Le gole sono anche un Sito Natura 2000, con una superficie di 1.233 ha, che si trovano fra i 280 e gli 860 m di altitudine.
Vegetazione:
Foreste caducifoglie termofile 50%; praterie, cespuglieti, cedui, macchie e garrighe 20%; il restante 30% è costituito da detriti rocciosi, dune interne, neve e ghiaccio perenne. La composizione arborea spontanea è a Quercetum ilicis (lecceta) e Quercetum pubescentis (querceto a roverella) 37%, specie miste mediterranee occidentali termofile 8%, e boschi di pendio su detriti di falda o scoscendimenti, con specie appartenenti all'Alleanza Tilio-Acerion (Tiglio-Acero) 5%.
Fauna: 
- Invertebrati.
Coenagrion mercuriale, Euphydryas aurinia, Callimorpha quadripunctaria, Cerambix cerdo, Eriogaster catax, Lucanus cervus, Rosolia alpina.<
- Vertebrati. 
  - Mammiferi.
Rhinolophus hipposideros.

## Legorgesin poesia
in una gola piena di anfratti e cupa

e giunge poi un momento dove la roccia bruscamente

s'impenna da non potersi dire ..

Vi parlo della Roccia del Cirro.

Né gatti, né capre, né satiri,

ve lo assicuro io, potranno mai scalarla.»
(Frédéric Mistral, Calendal, canto VII.)

## Galleria d'immagini

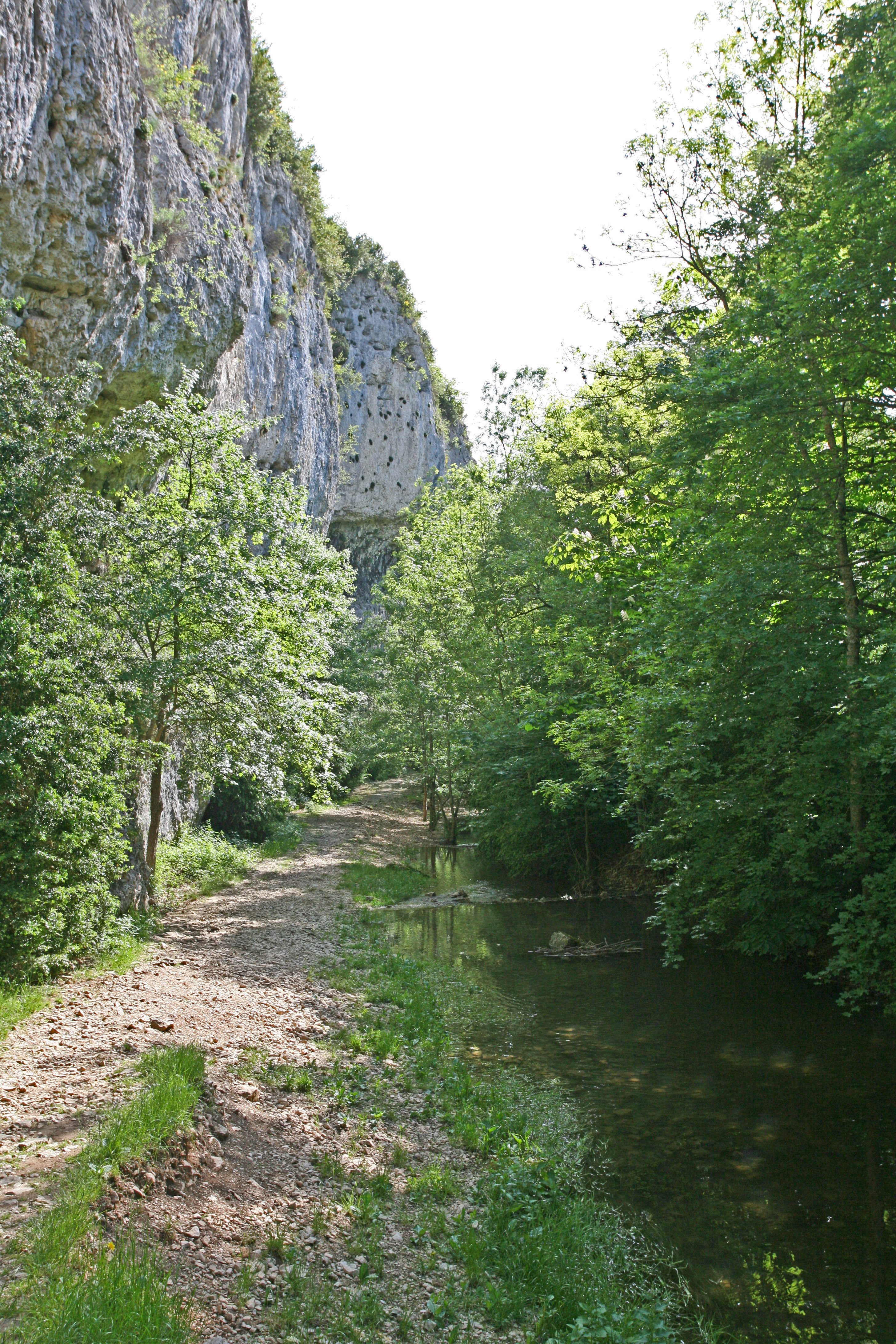
L'ingresso della gola
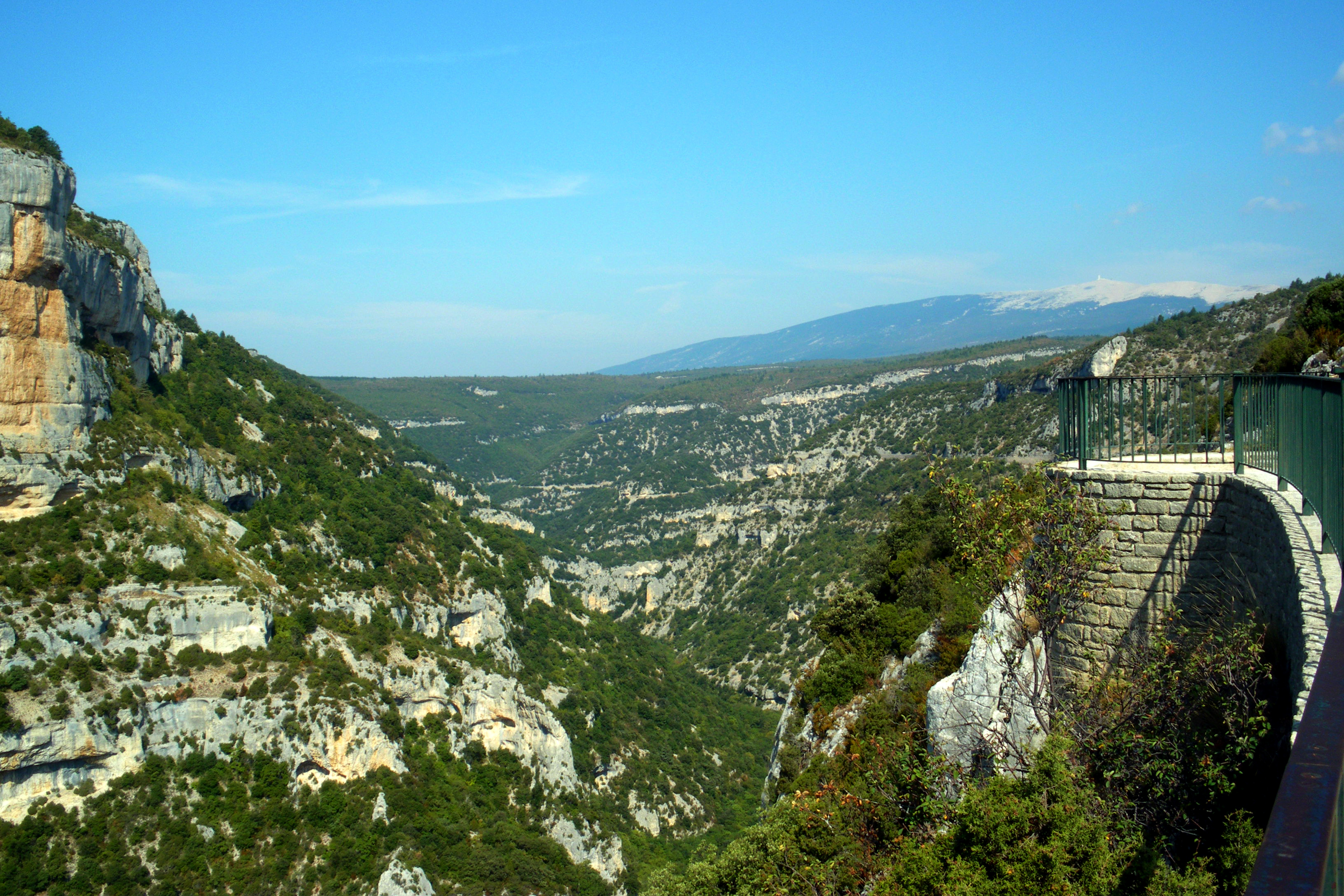
La strada sul ciglio dell'incisione
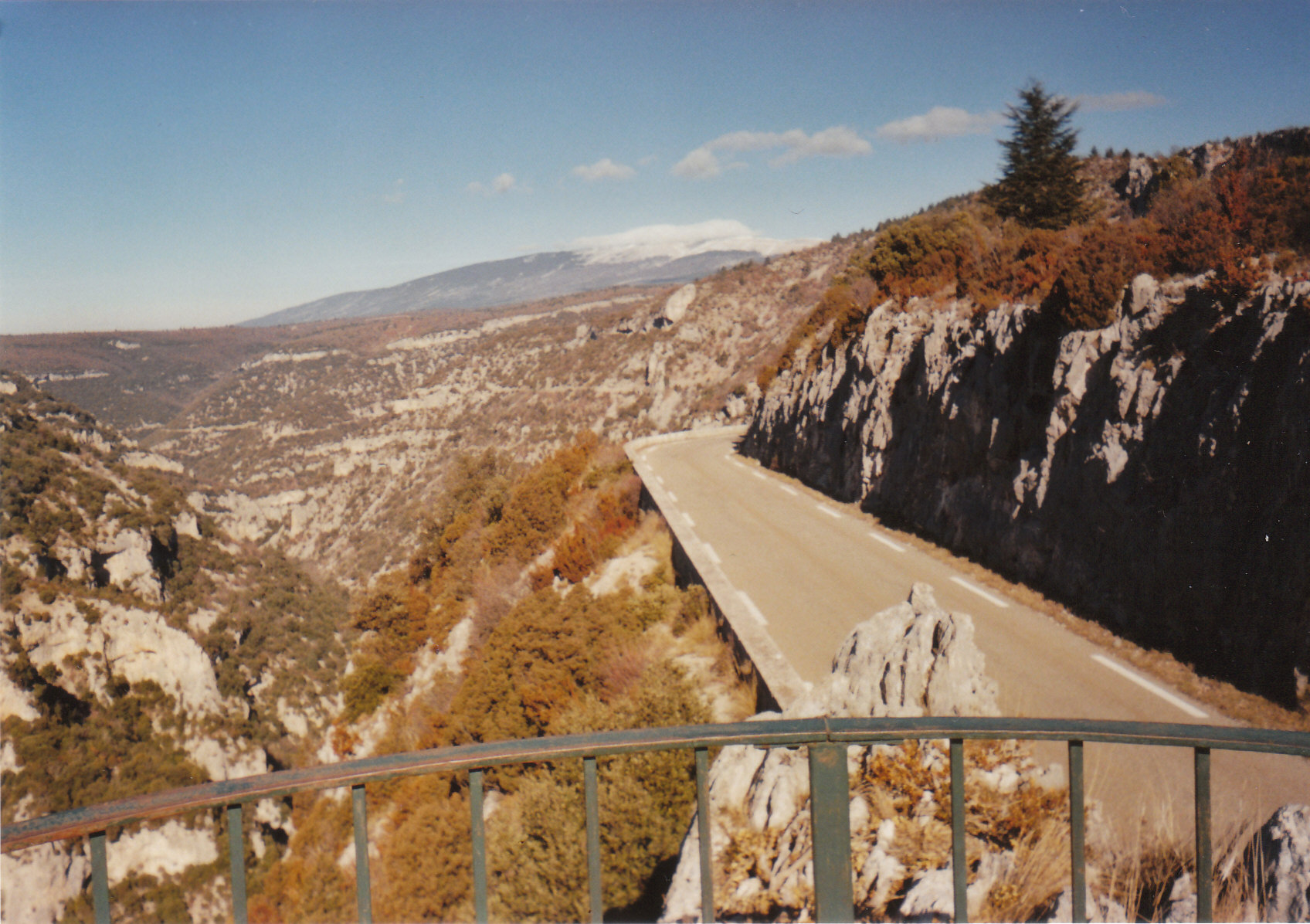
Le gole da uno dei belvedere
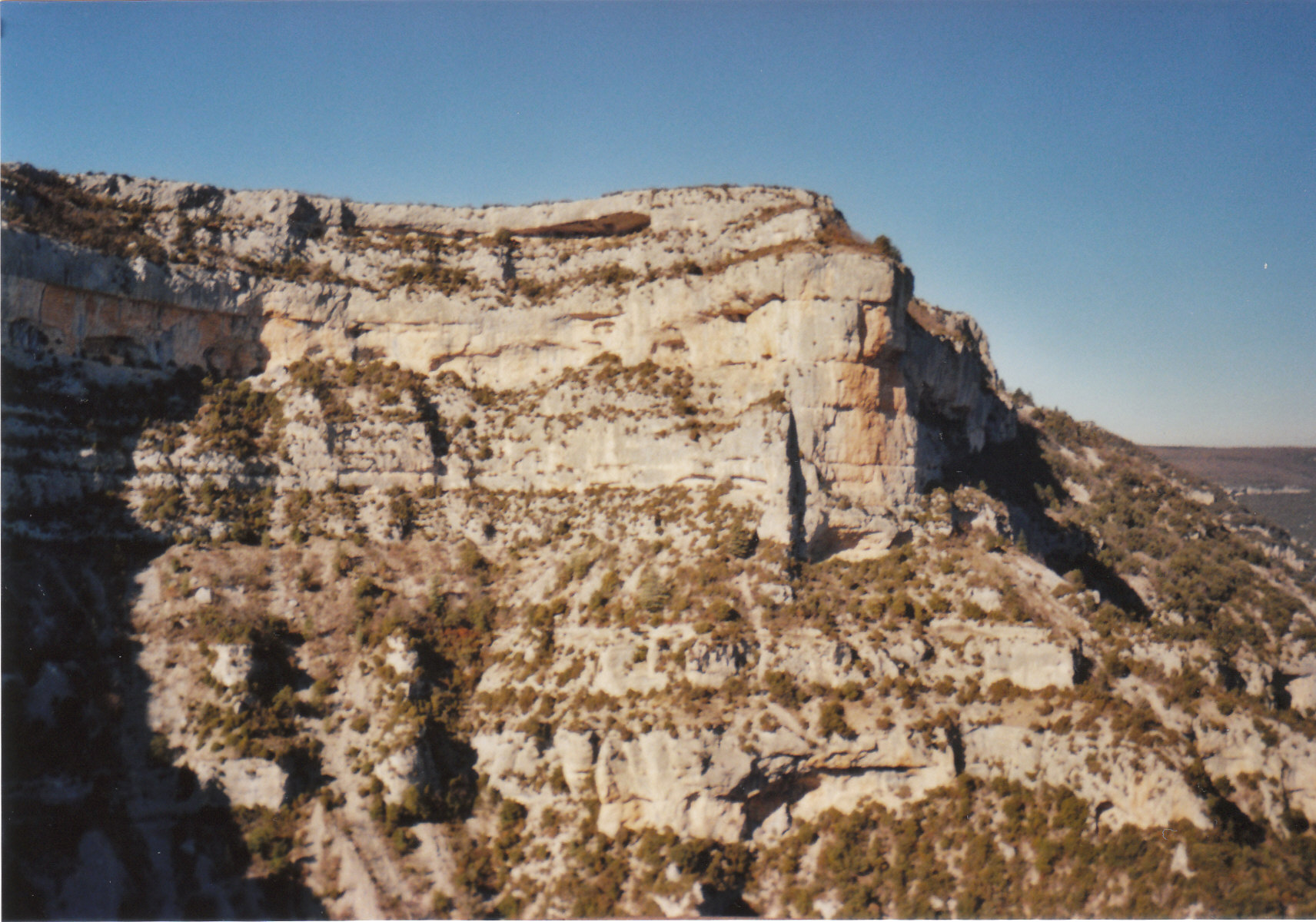
La roccia del Cirro